# Marque de l'Union européenne
«  MUE » redirige ici. Pour les autres significations, voir Mue.
Pour les articles homonymes, voir CTM et EUTM.
Une marque de l'Union européenne ou MUE (en anglais : European Union Trade Mark, abrégé EUTM) est une marque commerciale enregistrée (ou en attente d'enregistrement) produisant ses effets sur l'ensemble de l'Union européenne, contrairement à une marque nationale qui ne produit ses effets que pour un pays donné.
Ce dispositif était appelé auparavant marque communautaire - en anglais : Community Trade Mark (CTM) - jusqu'au 23 mars 2016.
Le système des marques communautaires est administré par l'Office de l'Union européenne pour la propriété intellectuelle.
La marque de l'Union européenne est régie par un règlement européen : le règlement européen actuellement en vigueur est le règlement (UE) 2017/1001 du Parlement européen et du Conseil du 14 juin 2017 sur la marque de l'Union européenne.